# Поляруш Олег Євгенович
Поляруш Олег Євгенiйович український літературознавець. Кандидат філологічних наук (1972). Професор. Кавалер орденів «Знак Пошани», «За заслуги» III ст.

## Життєпис
Народ. 5 січня 1940 р. у с. Березівка, нині Маловисківський район Кіровоградської області. Закінчив Київський національний університет імені Тараса Шевченка (1964). За направленням міністерства освіти УРСР у серпні 1964 року разом із дружиною Тамарою Поляруш переїхав до міста Глухова на Сумщині. Працював асистентом дитячої літератури в Глухівському державного педагогічному інституті . У вересні 1965 року обійняв посаду голови предметно-методична комісія мов і літератури інституту. В жовтні 1969 року вступив до аспірантури Київського державного педагогічному інституту ім. О. М. Горького за спеціальністю «українська література».
З 1972 р. — старший викладач, декан, проректор, з 1978 р. — ректор Центральноукраїнського державного педагогічного університету ім. В.Винниченка. Захистив кандидатську дисертацію на тему «Народно-поетична основа творчості О. П. Довженка» (1972).
Дослідник творчості О. Довженка та проблем сучасного літературного процесу. Окремими виданнями вийшли книги «Олександр Довженко і фольклор» (1988), «І вічна таїна слова» (у співавторстві з В. П. Марком, 1990) та інші.
Коли у 1978 року ректором педінституту став Олег Євгенович Поляруш, який перебував на цій посаді чверть віку, то стрімке зростання невеличкого провінційного вишу і перетворення його у справжній науково-педагогічний осередок регіону було підтверджено 1982 року, коли колектив інституту став переможцем соціалістичного змагання серед вищих педагогічних закладів СРСР.